# La Dernière Bagarre

La Dernière Bagarre (titre original : Soldier in the Rain) est un film américain réalisé par Ralph Nelson, sorti en 1963.

## Synopsis
Le sergent Eustis Clay (Steve McQueen), esprit un peu simplet, a pour ami le sergent Maxwell Slaughter (Jackie Gleason). S'ennuyant à mourir dans leur caserne, ils envisagent, pour la vie civile, des projets abracadabrants. Maxwell se fait présenter à une jeune fille immature, Bobby Jo Pepperdine (Tuesday Weld )qui d'abord se moque de lui en raison de son obésité, puis finit par admirer son intelligence et sa culture. Cependant Maxwell ne se fait pas d'illusion sur la suite de cette relation platonique avec la jeune fille et se résigne à rester vieux garçon. Au cours d'une bagarre dans un bar, opposant Eustis à deux sous-officiers sadiques, Maxwell venu défendre son copain, est victime d'un malaise cardiaque et décède, peu de temps après, à l’hôpital après une ultime visite que lui fait Eustis. Resté seul et déboussolé, ce dernier signe un nouveau contrat pour rester dans l'armée.

## Fiche technique
- Titre français : La Dernière Bagarre
- Titre original : Soldier in the Rain
- Réalisation : Ralph Nelson
- Scénario : Maurice Richlin et Blake Edwards
- Photographie : Philip Lathrop
- Montage : Ralph Winters
- Musique : Henry Mancini
- Producteur : Martin Jurow
- Société de production : Cedar Productions, Solar Productions
- Pays d'origine :  États-Unis
- Langue : Anglais
- Tournage : juillet 1963-août 1963
- Format : Noir et blanc — 35 mm — 1,85:1 — Son : Mono (Westrex Recording System)
- Genre : Comédie dramatique
- Durée : 88 minutes (1 h 28)
- Dates de sortie: 
  -  États-Unis : novembre 1963
  -  France :  juin 1964

## Distribution
- Steve McQueen (VF : Jacques Thébault) : Sergent Eustis (Eugene en VF) Clay
- Jackie Gleason (VF : Claude Bertrand) : Maxwell Slaughter
- Tuesday Weld (VF : Francette Vernillat) : Bobby Jo Pepperdine
- Tony Bill (VF : Pierre Trabaud) : Jerry Meltzer
- Tom Poston (VF : Gérard Férat) : Lieutenant Magee
- Paul Hartman (VF : Jean Violette) : Le chef de la police
- Lew Gallo (VF : Henry Djanik) : Sergent MP Fred Lenahan
- Lewis Charles (VF : Albert Médina) : Sergent Tozzi
- Sam Flint (VF : Jean Berton) : le vieil homme
- John Hubbard (VF : William Sabatier) : le major du bataillon
- Ed Nelson : MP Sgt. James Priest